# Église Saint-Antoine-de-Padoue de Saint-Gédéon
Pour les articles homonymes, voir Église Saint-Antoine-de-Padoue.
L'église Saint-Antoine-de-Padoue est un établissement patrimonial religieux à Saint-Gédéon construit en 1897.